# Mercado en línea
Un mercado en línea (o mercado de comercio electrónico en línea) es un tipo de sitio web de comercio electrónico en el que la información sobre productos o servicios es proporcionada por múltiples proveedores. Los mercados en línea son el principal tipo de comercio electrónico multicanal y pueden ser una forma de agilizar el proceso de producción.
En un mercado en línea, las transacciones de los consumidores son procesadas por el operador del mercado y luego son entregadas y cumplidas por los minoristas o mayoristas participantes. Este tipo de sitios web permiten a los usuarios registrarse y vender artículos individuales a muchos artículos por una tarifa de "posventa".
En general, dado que los mercados agrupan productos de una amplia gama de proveedores, la selección suele ser más amplia y la disponibilidad es mayor que en las tiendas de venta al por menor en línea específicas de cada proveedor. Desde 2014 los mercados en línea se han vuelto abundantes. Algunos mercados en línea tienen una amplia variedad de productos de interés general que satisfacen casi todas las necesidades de los consumidores, mientras que otros son más específicos y atienden a un segmento particular de consumidores.
Las políticas de distanciamiento físico establecidas en muchos países durante la pandemia de COVID-19 favoreció a este tipo de negocios. Empresas como Amazon, que tuvo un aumento del 40% en sus ganancias durante el segundo trimestre del 2020, comparadas con el mismo periodo del año anterior. Lo cual se vio reflejado en un aumento en el valor de sus acciones. Durante los tres primeros meses de 2020, las ventas de Alibaba Group aumentaron un 22%; mientras que solo durante abril de ese año, las de Mercado Libre subieron un 76%. Sin embargo, la perspectiva no fue tan favorable en África, donde la penetración de la venta en línea se ve dificultada por la falta de confianza de los consumidores. Entre 2019 y 2020, Jumia aumentó sus ganancias un 19%, pero esto solo sirvió para reducir a la mitad las pérdidas generadas anualmente por esta compañía.

## Mercados en línea B2B
Algunos de los primeros mercados en línea estaban orientados al comercio empresa a empresa (business-to-business, B2B). Entre los primeros ejemplos de plataformas en línea que permitieron el comercio electrónico entre empresas se encuentran VerticalNet, Commerce One y Covisint. Los mercados en línea B2B contemporáneos se centran en una gama limitada de productos o servicios, como EC21, Elance y eBay Business, y no han logrado el dominio que los mercados en línea han obtenido en el comercio minorista B2C. Las compras B2B requieren que los mercados en línea faciliten las transacciones complejas,
 tales como una solicitud de precio (RFQ), una solicitud de información (RFI) o solicitud de propuestas (RFP).

## Venta al por menor en línea

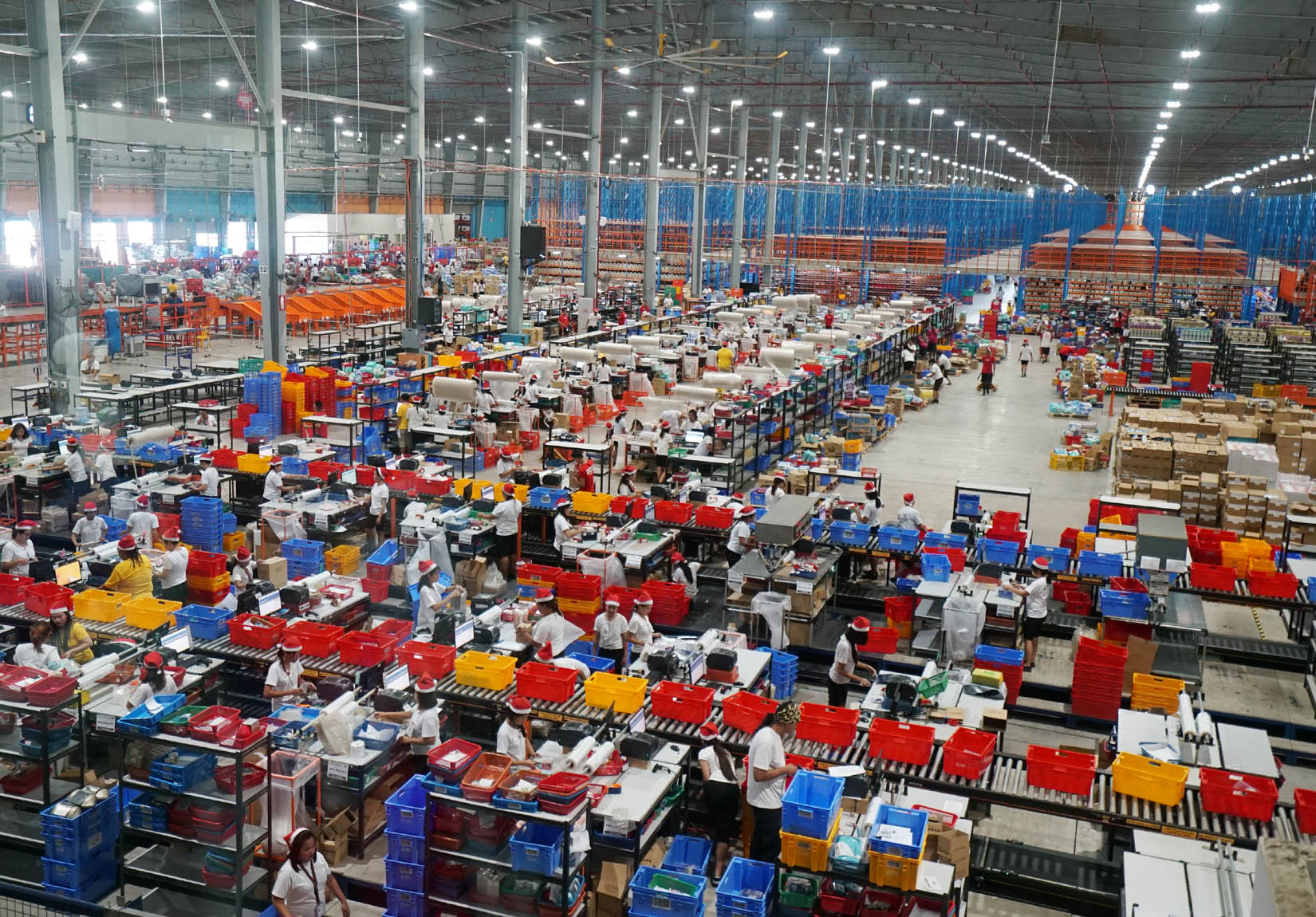
Un almacén de Lazada en Cabuyao, Laguna, Filipinas en 2018. Los terceros pueden enviar inventario a los clientes del almacén de Lazada y vender sus productos a través del mercado en línea de Lazada.

Los mercados en línea son empresas de tecnología de la información que actúan como intermediarios conectando a compradores y vendedores. Ejemplos de mercados en línea predominantes para venta al por menor son Amazon, Taobao, Temu, Shein, Shopee y eBay.
En los mercados en línea, los vendedores publican ofertas de productos y servicios fijando un precio y aportando información sobre las características y cualidades del producto o servicio. Los clientes potenciales pueden buscar y explorar los bienes, comparar el precio y la calidad, y luego comprar los bienes directamente al vendedor. El inventario está en manos de los vendedores, no de la empresa que dirige el mercado en línea. Los mercados en línea se caracterizan por un bajo costo de instalación para los vendedores, porque no tienen que dirigir una tienda minorista. Al igual que en el pasado Amazon Marketplace sirvió como modelo para los mercados en línea, la expansión del Alibaba Group en negocios relacionados como logística, sistemas de pago electrónico y comercio móvil es el modelo en el que se fijan en la actualidad otros operadores de mercado como Flipkart.
Para los consumidores, los mercados en línea reducen el costo de la búsqueda, pero la información insuficiente sobre la calidad de los bienes y una oferta de bienes sobrecargada puede hacer más difícil para los consumidores tomar decisiones de compra. La capacidad de los consumidores para tomar una decisión de compra también se ve obstaculizada por el hecho de que un mercado en línea sólo les permite examinar la calidad de un producto sobre la base de su descripción, una imagen y reseñas de clientes.

## Para servicios y subcontratación
Existen mercados para la externalización en línea de servicios profesionales como los servicios de tecnologías de la información, optimización en motores de búsqueda, marketing y trabajo de artesanía y oficios especializados. Los mercados en línea de microtrabajos como Upwork y Amazon Mechanical Turk permiten a los freelancers realizar tareas que sólo requieren un ordenador y acceso a Internet. Según Amazon, su mercado de turcos mecánicos se centra en "tareas de inteligencia humana" que son difíciles de automatizar computacionalmente. Esto incluye etiquetado de contenidos y moderación de contenidos.

## Economía compartida

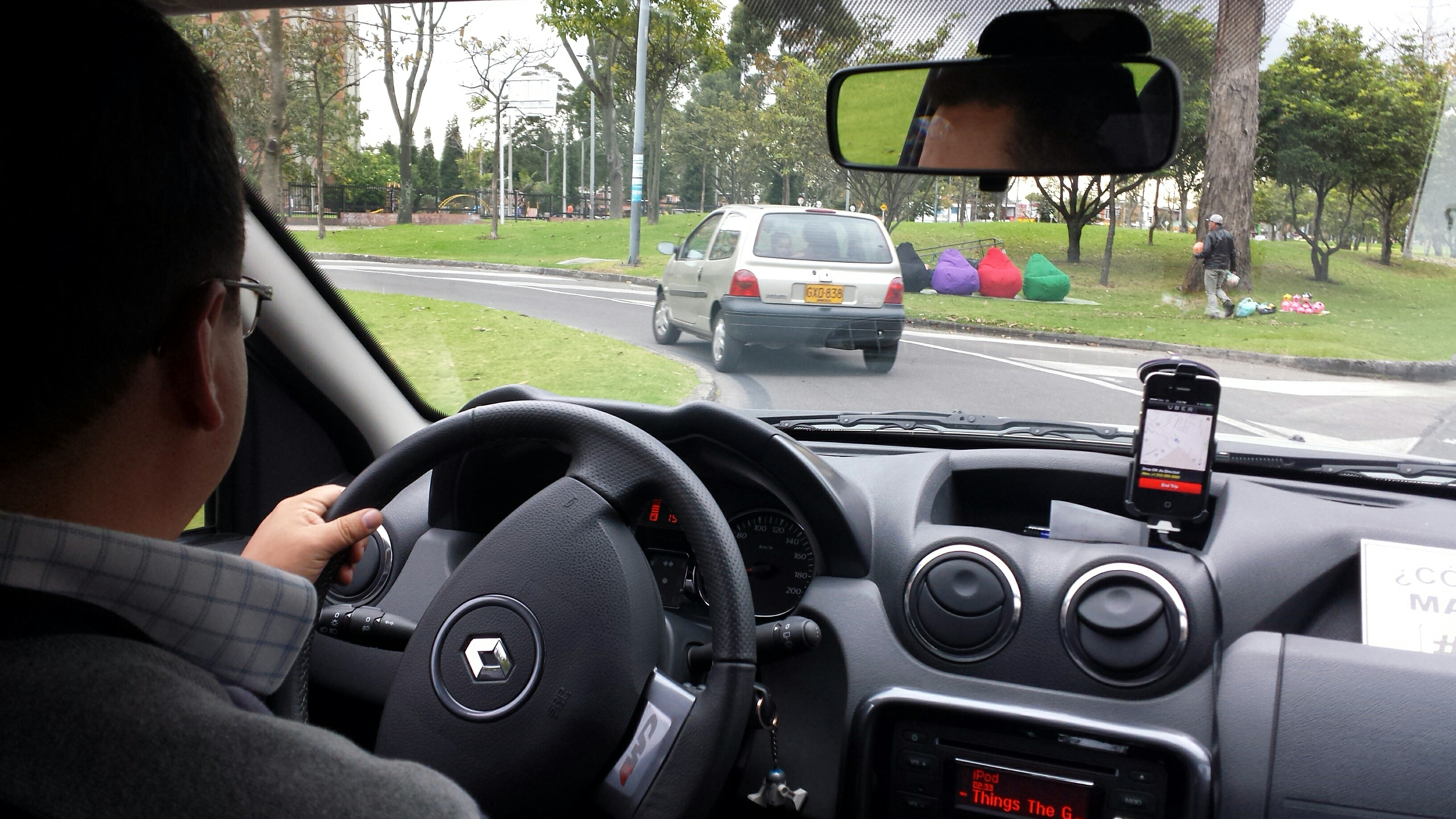
Un conductor Uber en Bogotá, Colombia, con la aplicación Uber en un smartphone montado en el tablero.

En 2004 Yochai Benkler observó que las plataformas en línea, junto con el software libre y las redes inalámbricas, permitían a los hogares compartir recursos ociosos o infrautilizados. Como la economía solidaria se inspira en gran medida en la filosofía open source, los proyectos de código abierto dedicados a lanzar un mercado de igual a igual incluyen Cocorico y Sharetribe. En 2010 CouchSurfing se constituyó como organización con fines de lucro y para 2014 los mercados en línea que se consideran parte de la economía de intercambio, como Uber y Airbnb, se organizaron en la asociación comercial. Peers.org. En 2015 Alex Stephany, el fundador del mercado online JustPark, definió la economía de compartición como el valor económico que surge de hacer disponibles online los activos infrautilizados.

## Crítica
En un estudio realizado en 2014 sobre oDesk, uno de los primeros mercados mundiales en línea para los contratistas autónomos, se determinó que la subcontratación de microtrabajos de servicios aumentaba las oportunidades de los autónomos independientemente de su ubicación geográfica, pero las ganancias financieras de la mayoría de los contratistas eran limitadas, ya que la experiencia y los conocimientos no se traducían en un pago más elevado.
Una crítica general es que las leyes y regulaciones que rodean a los mercados en línea están bastante subdesarrolladas. En consecuencia, existe una discrepancia entre la responsabilidad y rendición de cuentas del mercado y de terceros. En los últimos años los mercados y plataformas online han enfrentado muchas críticas por su falta de protección al consumidor.

## Economía de mercado
En 1997 Yannis Bakos estudió los mercados en línea y llegó a considerarlos como un tipo especial de mercados electrónicos. Argumentó que reducen las ineficiencias económicas, al disminuir el costo de adquisición de información sobre los productos de los vendedores. Los operadores de los mercados en línea son capaces de adaptar su modelo de negocio gracias a los datos que poseen sobre los usuarios de la plataforma. Los operadores de los mercados en línea tienen una capacidad única de obtener y utilizar en su toma de decisiones económicas datos personales y datos de transacciones, pero también datos sociales y datos de localización. Por lo tanto, los académicos han incluso  los mercados como un nuevo tipo de economía de mercado. En 2010 Christian Fuchs argumentó que los mercados en línea operaban el "capitalismo de la información". El inherente circuito de retroalimentación permite a los operadores de los mercados en línea aumentar su eficacia como intermediarios económicos. En 2016 Nick Srnicek argumentó que los mercados en línea dan lugar a capitalismo de plataforma. En 2016 y 2018 respectivamente, Frank Pasquale y Shoshana Zuboff advirtieron, que la recolección de datos de los operadores de los mercados en línea dan lugar a capitalismo de vigilancia